# Basket Club Ferrara 2007-2008

## Staff dirigenziale
- Presidente: Roberto Mascellani
- Vicepresidente: Paolo Bruschi

Il Basket Club Ferrara 2007-2008, sponsorizzato Carife, ha preso parte al campionato professionistico italiano di Legadue.

## Risultati
- Legadue:
  - stagione regolare: 1º posto su 16 squadre (22-8);
    - promosso in Serie A.
- Coppa Italia di Legadue: eliminato in finale da Jesi.

Roster
| Giocatori |
| --------- |

|    | Naz.                                     | Ruolo | Sportivo         | Anno | Alt. | Peso |  |
| -- | ---------------------------------------- | ----- | ---------------- | ---- | ---- | ---- |  |
| 4  | Stati Uniti (bandiera)                   | C     | Harold Jamison   | 1976 | 204  | 125  |  |
| 5  | Argentina (bandiera) · Italia (bandiera) | PG    | Daniel Farabello | 1973 | 194  | 88   |  |
| 6  | Svezia (bandiera)                        | AC    | Oluoma Nnamaka   | 1978 | 200  | 100  |  |
| 7  | Italia (bandiera)                        | A     | Marco Allegretti | 1981 | 204  | 102  |  |
| 10 | Italia (bandiera)                        | PG    | Filippo Masoni   | 1982 | 190  | 85   |  |
| 11 | Stati Uniti (bandiera)                   | PG    | Andre Collins    | 1982 | 183  | 82   |  |
| 14 | Italia (bandiera)                        | GA    | Brian Sacchetti  | 1986 | 197  | 93   |  |
| 16 | Italia (bandiera)                        | AC    | Francesco Foiera | 1975 | 207  | 105  |  |
| 18 | Italia (bandiera)                        | AC    | Valerio Mazzola  | 1988 | 205  | 96   |  |
| 20 | Italia (bandiera)                        | G     | Fabio Zanelli    | 1976 | 196  | 85   |  |

| Staff tecnico             |
| ------------------------- |
| Allenatore: Giorgio Valli |
| Assistente: Alberto Morea |

| Giocatori acquisiti a stagione in corso |
| --------------------------------------- |

|    | Naz.                                        | Ruolo | Sportivo                           | Anno | Alt. | Peso |  |
| -- | ------------------------------------------- | ----- | ---------------------------------- | ---- | ---- | ---- |  |
| 9  | Italia (bandiera)                           | P     | Alessandro Romboli dal 13 dicembre | 1975 | 185  | 82   |  |
| 17 | RD del Congo (bandiera) · Belgio (bandiera) | G     | Patrick Mutombo dal 18 marzo       | 1980 | 197  | 92   |  |

Legaduebasket: Dettaglio statistico